# Lysandra calydonius
Lysandra calydonius is een vlinder uit de familie van de Lycaenidae. De wetenschappelijke naam van de soort is voor het eerst geldig gepubliceerd in 1903 door Wheeler.